# Ecologische gradiënt

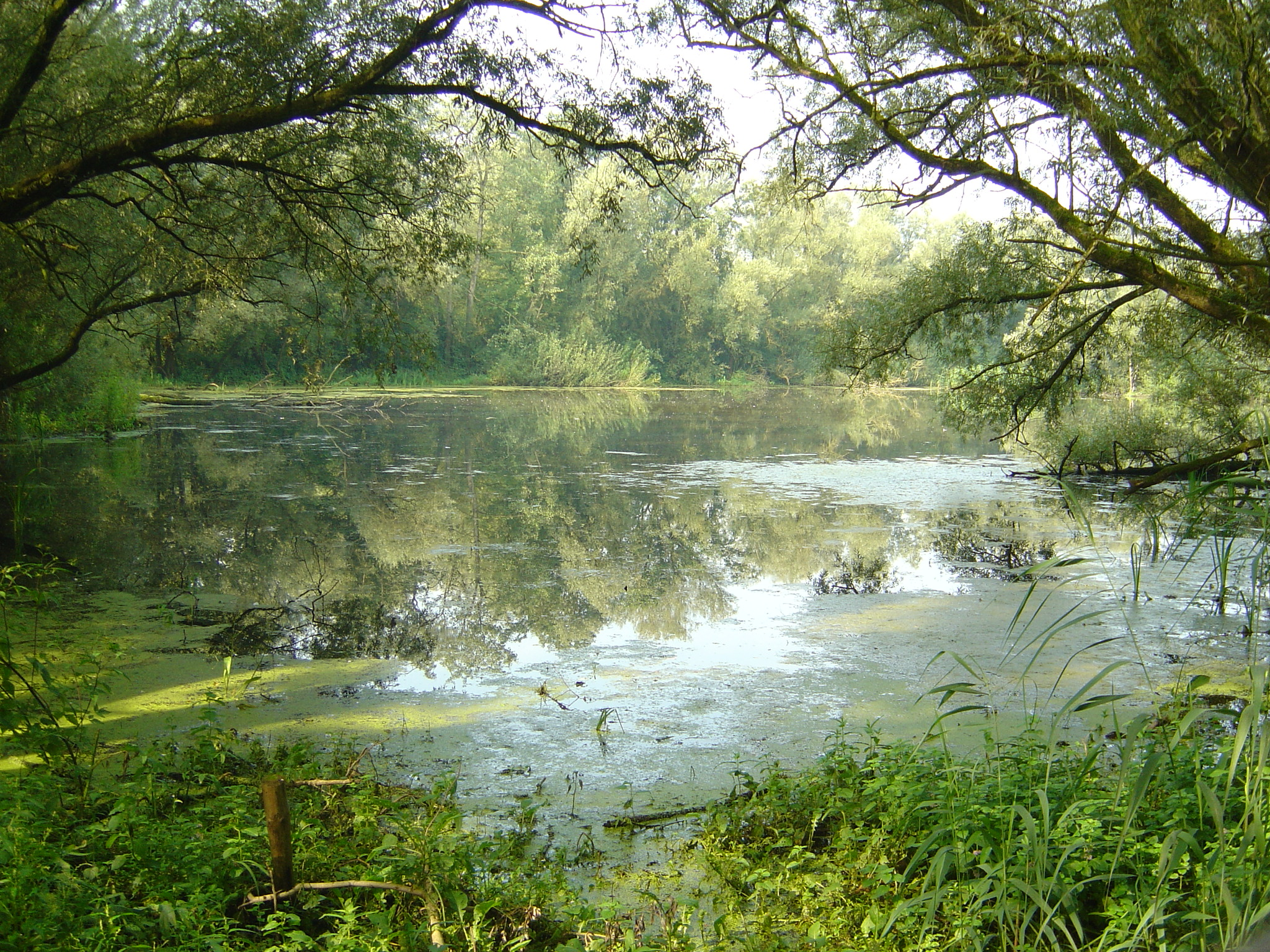
De overgang van bos en water in het ooibos in de Duursche Waarden

Een ecologische gradiënt of ecotoon is een geleidelijke overgang tussen verschillende biotopen. Het kan gaan om een geleidelijke overgang in biotische en abiotische milieufactoren, die gewoonlijk samengaat met een gemeenschapsgradiënt: een geleidelijke overgang in soortensamenstelling bij de overgang tussen levensgemeenschappen.
Voorbeelden zijn een overgang van bos via bosrand naar grasland (een begrazingsgradiënt), de samenstelling van de vegetatie op verschillende hoogten in een berggebied (een hoogtegradiënt) en de overgang van lage naar hoge kwelder (een zoutgradiënt).
Doordat organismen gebruik kunnen maken van verschillende biotopen zijn er in dit gebied verschillende ecologische niches met vaak een grote biodiversiteit, het randeffect. Het grensgebied kan een grote lengte hebben, maar is kleiner dan de gebieden die het scheidt. 
De geleidelijke veranderingen in omstandigheden treden onder meer op bij de geleidelijke overgang van water naar land (verlandingszones) of een begrazingsgradiënt van bos via mantel en zoom naar grasland.

## Onderzoek aan gradiënten
Oorspronkelijk werd er bemonsterd langs fysieke gradiënten en wordt de soortensamenstelling in verband met deze gradiënt (milieufactor) gebracht. Voorbeelden zijn een hoogtegradiënt (van laag naar hoog) in de bergen of een zoutgradiënt op de lage naar hoge kwelder. 
Om te bepalen wat de optimale milieuomstandigheden zijn, is het dan mogelijk om voor de soorten de optimale waarde voor de abiotische milieufactor (daar waar de soort maximaal groeit) te berekenen. Een eenvoudige methode is het gebruik van gewogen gemiddelden van de waarden voor de abiotische factor met als gewicht de abundantie van de soorten. Ook kan het worden gedaan met behulp van niet-monotone regressieanalyse, maar dit is minder eenvoudig uit te voeren.
Het is niet nodig de bemonstering langs één en dezelfde gradiënt uit te voeren: het is ook mogelijk op veel verschillende plaatsen te bemonsteren en daar de relevante milieufactoren te meten. Het ecologisch onderzoek aan gradiënten is gradiëntanalyse of ordinatie.
Er worden twee typen gradiëntanalyse onderscheiden:
- directe gradiëntanalyse: verklaring van de gradiënt in soortensamenstelling aan de hand van de gradiënt in gemeten milieufactoren
- indirecte gradiëntanalyse: verklaring van de gradiënt in soortensamenstelling zonder direct gemeten milieufactoren, maar eventueel met afgeleide indicaties van de soorten zoals Ellenberg-indicatorwaarden voor planten voor zuurtegraad, nutriënten in de bodem, temperatuur, licht, bodemvocht, zoutgehalte van de bodem.

Het onderzoek van de vegetatie door Amerikaanse onderzoekers heeft zich in sterke mate gericht op het onderzoek van ecologische gradiënten en gemeenschapsgradiënten, terwijl het Europese onderzoek meer gericht was op het opstellen van een vegetatietypologie. Dit laatste type onderzoek is in Europa begonnen met Frans-Zwitserse School zoals dit vorm heeft gekregen onder de leiding van Josias Braun-Blanquet.
Het onderzoek aan gradiënten heeft geleid tot het inzicht dat er voor veel soorten die voorkomen langs een bepaalde gradiënt:
- een waarde is waaronder ze niet meer voorkomen (de minimumwaarde);
- een waarde waarboven ze niet meer voorkomt (de maximumwaarde);
- daartussen is er een waarde waar de soort zich het best heeft ontwikkeld (de optimumwaarde voor de soort langs de betreffende gradiënt).

Het gebied tussen minimum en maximum bepaalt de tolerantie of habitat-breedte van de soort, beschreven door de gausscurve. Een alternatieve maat is de halve afstand tussen de buigpunten van de gaussische kromme, ook wel aangegeven met sd voor standaarddeviatie.

## Ecologische amplitude
De ecologische amplitude van een soort is de ecologische voorwaarde waarbinnen een plant nog groeit.
 De ecologische amplitude is dus wat anders dan de amplitude (maximale abundantie) bij de Gaussische kromme, maar heeft veel meer betrekking op de tolerantie voor verschillende milieufactoren van de soort. Bij een grote ecologische amplitude heeft een soort een grote tolerantie met betrekking tot de verschillende milieufactoren, bij een kleine ecologische amplitude heeft een soort een kleine tolerantie met betrekking tot de verschillende milieufactoren.
De mate waarin de soort voorkomt bij de optimale waarde van een milieufactor op de gradiënt (dus bij de maximale abundantie), is de amplitude of reikwijdte.
Zo groeit de Zwartblauwe rapunzel alleen binnen specifieke omstandigheden zoals basische tot zwakzure, vochtig grond en voldoende licht. Vaak zal dat een open plek of een bosrand zijn. Sommige soorten kunnen onder optimale omstandigheden zeer talrijk worden, maar dit geldt niet voor alle soorten. Andersom geldt ook: een soort met een kleine ecologische amplitude, kan alleen groeien onder specifieke omstandigheden en komt dus zelden voor. Een soort met een grote ecologische amplitude stelt minder specifieke eisen aan de grond en komt voor.
In landschappen en gebieden met ecologische gradiënten is er vaak een grote diversiteit aan dieren en planten.